# Rio Cozia
O Rio Cozia é um rio da Romênia, afluente do Bohotin, localizado no distrito de Iaşi.